# (27) Euterpe
Pour les articles homonymes, voir Euterpe (homonymie).
(27) Euterpe est un astéroïde de la ceinture principale découvert par John Russell Hind le 8 novembre 1853. Son nom provient de Euterpe, la Muse de la musique dans la mythologie grecque.

## Compléments